# Maesa polyantha
Maesa polyantha är en viveväxtart som beskrevs av Rudolph Herman Scheffer. Maesa polyantha ingår i släktet Maesa och familjen viveväxter. Inga underarter finns listade i Catalogue of Life.